# Silene patagonica
Silene patagonica är en nejlikväxtart som först beskrevs av Carlos Luis Spegazzini, och fick sitt nu gällande namn av Gilbert François Bocquet. Silene patagonica ingår i släktet glimmar, och familjen nejlikväxter. Inga underarter finns listade i Catalogue of Life.